# پوسیولوک ایلیچا
پوسیولوک ایلیچا (به لاتین: Posyolok Ilyicha) یک منطقهٔ مسکونی در روسیه است که در سرزمین آلتای واقع شده‌است.